# Edward Prus
Edward Prus (ur. 1931 w Załoźcach, zm. 31 grudnia 2007) – polski historyk, politolog, działacz i aktywista narodowy, doktor habilitowany nauk humanistycznych, profesor Wyższej Szkoły Planowania Strategicznego w Dąbrowie Górniczej oraz Wyższej Szkoły Pedagogicznej TWP w Warszawie, wykładowca w Wyższej Szkole Kultury Społecznej i Medialnej w Toruniu.

## Życiorys
W latach 1944–1946 był żołnierzem Istrebitielnego Batalionu (ros. „Истребительный батальон“) – formacji pomocniczej w strukturach NKWD. Po 1989 roku zaczął twierdzić, że walczył przeciwko UPA jako żołnierz Szarych Szeregów, jednakże nie pamięta go żaden z kombatantów tej organizacji, a w wymienionych przez Prusa miejscach bitew nie działały Szare Szeregi.
W 1946 przesiedlony do Polski. Ukończył studia na Uniwersytecie Warszawskim. Autor publikacji oraz szkiców historycznych poświęconych zbrodniom dokonanym na kresowej ludności polskiej przez Ukraińców z OUN i UPA, oraz prac na temat martyrologii Żydów i Polaków w czasie II wojny światowej na Kresach Wschodnich Rzeczypospolitej. Jego publikacje są przedmiotem krytyki m.in. Instytutu Pamięci Narodowej, Timothy Snydera i innych historyków, ale Karol Grünberg i Bolesław Sprengel w pracy Trudne sąsiedztwo, wymieniają go wśród „autorów wartościowych prac”. Według Andrzeja Zięby Prus był związany z najbardziej lojalnym wobec ZSRR stronnictwem PZPR.
Działacz Zjednoczenia Patriotycznego „Grunwald”. W stanie wojennym należał do grupy narzuconej Stowarzyszeniu PAX po odwołaniu przewodniczącego Ryszarda Reiffa. Stopień doktora habilitowanego uzyskał na Uniwersytecie im. Adama Mickiewicza w 1986 na podstawie pracy Z dziejów współpracy nacjonalistów ukraińskich z Niemcami w okresie II wojny światowej i okupacji. W 2001 został odznaczony Medalem Polonia Mater Nostra Est.
Jego prace charakteryzuje specyficzny język, nieużywany przez zawodowych historyków w swoich polemikach z innymi autorami (zob. hasło Edward Prus w Wikicytatach). Jest podejrzewany o sfabrykowanie antypolskiej uchwały krajowego prowidu OUN z 22 czerwca 1990 roku, mającej zawierać podstawowe założenia i cele polityki ukraińskich nacjonalistów wobec Polski po upadku bloku wschodniego.
Bliski współpracownik Radia Maryja. Znany z antyunijnych i antyukraińskich poglądów, doradca Stowarzyszenia Nie dla Unii Europejskiej w Krakowie. Był również przeciwny wstąpieniu Polski do NATO.
Publicysta pism: „Nasz Dziennik”, „Myśl Polska”, „Tygodnik Ojczyzna”, „Weteran”, „Wspólnota” (miesięcznika wydawanego przez Polską Wspólnotę Narodową). Był także wiceprezesem Stowarzyszenia Ofiar Wojny w Bielsku-Białej, oraz członkiem Stronnictwa Narodowego Ojczyzna. Blisko współpracował z wydawnictwami Nortom i Ojczyzna. Był członkiem rzeczywistym Światowego Forum Intelektualistów Słowiańskich z siedzibą w Smoleńsku.
Członek stowarzyszenia Nasza Przyszłość – Polska. Mieszkał i pracował w Gliwicach. Popierał Jana Kobylańskiego. Krytycznie oceniał działalność ukraińskiej publicystyki historycznej w Polsce.
Przez Pawła Bohdanowicza, zajmującego się tematyką fałszerstw fotografii, został nazwany „autorem o bardzo wątpliwej wiarygodności”.

## Publikacje
- Pannacjonalizm. Polityczna działalność emigracyjna byłych kolaboracjonistów z Europy wschodniej i południowo-wschodniej, Śląski Instytut Naukowy, Katowice 1976.
- Z dziejów współpracy nacjonalistów ukraińskich z Niemcami w okresie II wojny światowej i okupacji, Katowice 1985, Wyd. Akademia Ekonomiczna;
- Herosi spod znaku tryzuba: Konowalec - Bandera - Szuchewycz,Warszawa 1985, wyd. Instytut Wydawniczy Związków Zawodowych, ISBN 83-202-0369-4
- Władyka świętojurski, Warszawa 1985, Wyd. Instytut Wydawniczy Związków Zawodowych, ISBN 83-202-0302-3
- Atamania UPA: tragedia kresów, Warszawa 1988 Wyd. Instytut Wydawniczy Związków Zawodowych, ISBN 83-202-0631-6
- UPA - armia powstańcza czy kurenie rizunów ? Wrocław 1994, wyd.: „Nortom”, ISBN 83-85829-31-8
- Holocaust po banderowsku. Czy Żydzi byli w UPA,wyd. I Wrocław 1995 ISBN 83-85829-45-8, Wyd. II rozszerzone: Nortom, Wrocław 2001, ISBN 83-85829-18-0
- Taras Czuprynka. Hetman UPA i wielki inkwizytor OUN, Nortom, Wrocław 1998, ISBN 83-85829-02-4
- Patriarcha galicyjski. Rzecz o arcybiskupie Andrzeju Szeptyckim metropolicie greckokatolickim, Nortom, Wrocław 1999
- Rycerze żelaznej ostrogi: oddziały wojskowe ukraińskich nacjonalistów w okresie II wojny światowej Wrocław 2000 ISBN 83-86882-98-0, wyd. Atla2
- SS-Galizien. Patrioci czy zbrodniarze?, Nortom, Wrocław 2001, ISBN 83-85829-68-7
- Legenda Kresów .Szare Szeregi w walce z UPA, Nortom, Wrocław 2003, ISBN 83-85829-44-X
- Stepan Bandera 1900-1959. Symbol zbrodni i okrucieństwa, Nortom, Wrocław 2004, ISBN 83-85829-89-X
- Operacja „Wisła”, Nortom, Wrocław 2006, ISBN 978-83-89684-41-7
- Banderomachia - łże-rząd Stećki na tle rzeczywistości, Nortom, Wrocław 2007, ISBN 978-83-89684-09-7
- Szatańskie igrzysko: historia Organizacji Ukraińskich Nacjonalistów (OUN), Nortom, Wrocław 2009 ISBN 978-83-89684-29-5
- Zapomniany ataman: Taras Bulba-Boroweć (1908-1981), Nortom, Wrocław 2005 ISBN 83-89684-65-9